# Megacyllene spixi
Megacyllene spixi là một loài bọ cánh cứng trong họ Cerambycidae.